# لي سنغ-مين
لي سنغ-مين (هانغل: 이상민) هو لاعب كرة قدم كوري جنوبي في مركز الدفاع، ولد في 1998 في كوريا الجنوبية. لعب مع أولسان هيونداي.

## وصلات خارجية
- لي سنغ-مين على موقع رابطة كرة القدم اليابانية للمحترفين (اليابانية)
- لي سنغ-مين على موقع دوري كوريا الجنوبية (الإنجليزية)
- لي سنغ-مين على موقع قاعدة بيانات كرة القدم.إي يو (الإنجليزية)
- لي سنغ-مين على موقع Soccerway.com (الإنجليزية)
- لي سنغ-مين على موقع أوليمبيديا (الإنجليزية)